# Kaukasiskt fetblad
Kaukasiskt fetblad (Phedimus spurius, fd Sedum spurium) är en växtart i familjen fetbladsväxter från Turkiet, Kaukasus och norra Iran. Mörkt rödbladiga sorter finns, t.ex. Red carpet.
Växten blir ungefär 15 centimeter hög och kronbladen 15–120 millimeter långa. 

## Synonymer
Anacampseros ciliaris Haw.
Asterosedum spurium (M.Bieb.) Grulich
Crassula crenata Desf.
Sedum ciliare (Haw.) Sweet
Sedum crenatum (Desf.) Boiss. nom. illeg.
Sedum lazicum Boiss. & A.L.P.Huet
Sedum oppositifolium Sims
Sedum spurium M.Bieb
Sedum spurium var. coccineum hort.
Sedum spurium var. oppositifolium (Sims) P.Fourn.
Spathulata spuria (M.Bieb.) Á. Löve & D. Löve